# 国鉄ソ150形貨車
国鉄ソ150形貨車（こくてつソ150がたかしゃ）は、かつて日本国有鉄道（国鉄）に在籍した事故救援用操重車（事業用貨車）である。鉄道車両の脱線事故や転覆事故の復旧に使用された。回転式キャブとクレーンを装備している。また、クレーンのブームを収めるための控車である長物車を伴っている。
本項では、ソ150形の改良型であるソ160形についても記述する。

## 概要

### ソ150形
ソ150形は、1957年（昭和32年）から1958年（昭和33年）にかけて、国鉄浜松工場で3両（ソ150 - ソ152）が製造された。操重車の中でも中型に分類され、扱い荷重は最大で 25t となっている。
前級ソ100形の扱い荷重15tは、貨車（空車）を吊り上げるのに十分な能力として設定されたものであったが、現実には積車状態の貨車を扱うことが多く、能力不足が目立っていた。そこで、ソ100形をベースに扱い荷重の増大を図ったのが、ソ150形である。
外観構造ともにソ100形に準じているが、扱い荷重の増大に伴って、クレーンのブームがトラス構造から、より強固なビーム構造に変更された。ブームの長さもソ100形と同じ15.8mである。台車は板台枠式の2軸ボギー台車を2基装備した。両台車に各1個の電動機が装備され、低速ながら自走することができた。作業時に使用するアウトリガーやレールクランプの構造は変わらない。また、ブレーキ装置は自車用のみの設備で、回送時に使用する貫通ブレーキは装備されていない。

### ソ160形

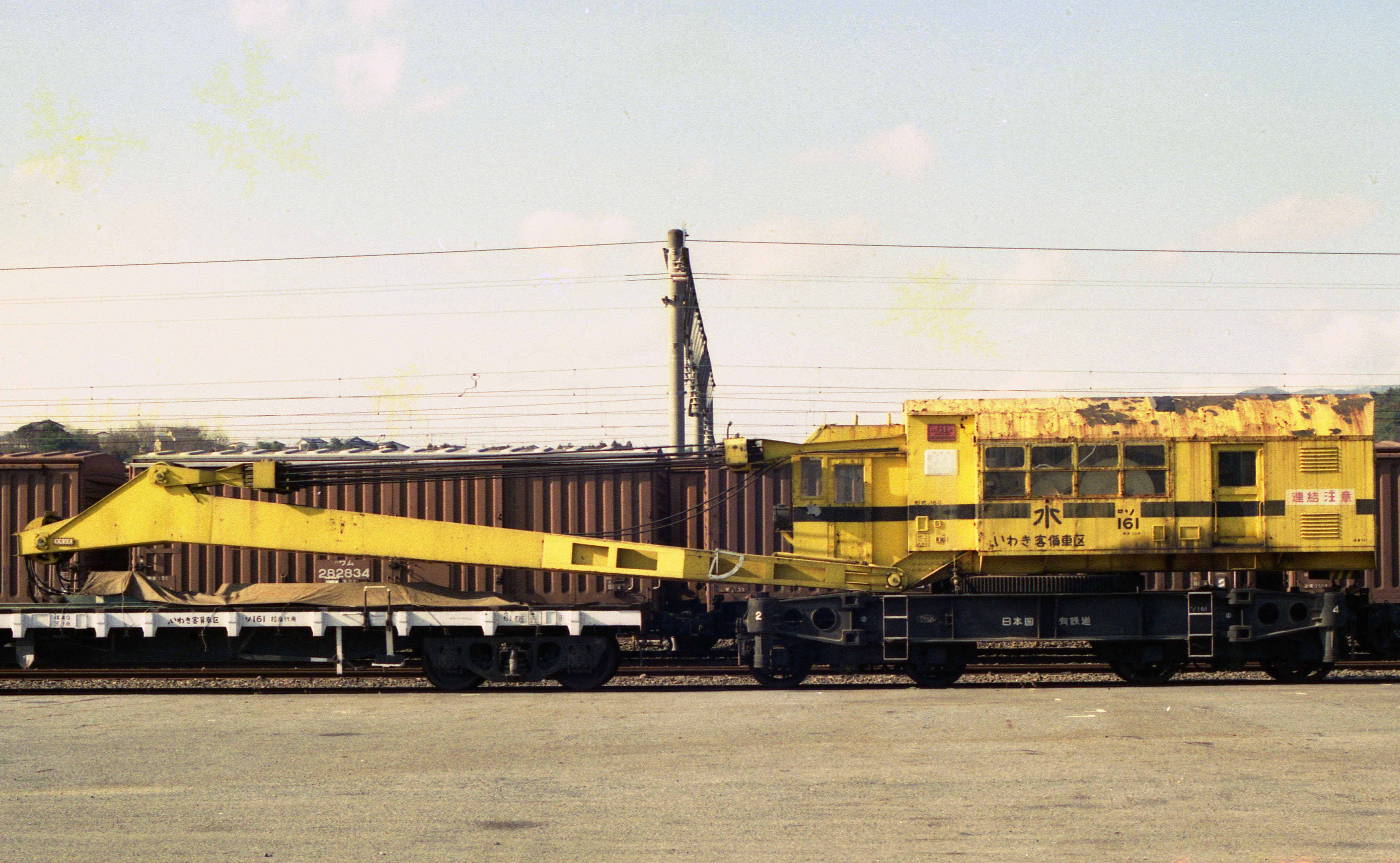
国鉄ソ160形 ソ161 いわき貨物駅
1987年（昭和62年）1月18日

ソ160形は1959年（昭和34年）に、ソ150形の改良型として2両（ソ160, ソ161）が国鉄浜松工場で製造された。ソ150形は、扱い荷重を増大したものの、ブームの仰俯が小さいときの扱い可能重量が十分とはいえなかった。そのため、ソ160形ではブーム長を2m短くして取り回しを改良している。
小型、中型の操重車は、価格の低減（1/2 - 1/3）により、その普及に貢献したが、能力も価格なりであり、以後の増備は大型（ソ80形）に戻った。
両形式とも1987年（昭和62年）4月の国鉄分割民営化までに、全車が廃車された。

## 配置
1980年（昭和55年）時点の常備駅（配置局）は、次のとおりである。
- ソ150 - 郡山駅（仙台鉄道管理局）
- ソ151 - 甲府駅（東京西鉄道管理局）
- ソ152 - 米原駅（名古屋鉄道管理局）

- ソ160 - 釧路駅（釧路鉄道管理局）
- ソ161 - いわき貨物駅（水戸鉄道管理局）